# Miquel Caminal i Badia
Miquel Caminal i Badia (Barcelona, 1952 - 23 de maig de 2014) fou un politòleg català.

## Biografia
Fou militant del Partit Socialista Unificat de Catalunya. Llicenciat en Ciències Econòmiques per la Universitat de Barcelona, fou catedràtic de Ciència Política de la Universitat de Barcelona. El 1984 rebé el Premi Extraordinari de Doctorat per la tesi Joan Comorera i la revolució democràtica, publicada en tres volums per l'editorial Empúries (1985). La seva especialització girà entorn del catalanisme, els partits nacionals, i les teories polítiques del nacionalisme i del federalisme. Fou vicerector de la Universitat de Barcelona entre 1986 i 1989, professor de la Universitat Rovira i Virgili entre 1993 i 1996 i secretari general de l'esmentada Universitat, els anys 1994-1995.
Presidí la Comissió assessora per a la reforma de l'autogovern del Departament de Relacions Institucionals i Participació de la Generalitat de Catalunya (2004-2006). El 2008 fou nomenat director del Memorial Democràtic, càrrec que ocuparia fins al 2011 amb el nou executiu de Convergència i Unió.
Morí el 23 de maig de 2014 a causa d'un càncer.

## Homenatges
Des de 2018 el Col·legi de Professionals de la Ciència Política i de la Sociologia de Catalunya atorga els Premis Miquel Caminal i Anna Alabart als millors treballs de final de grau de les titulacions de Ciència Política i de Sociologia, amb l'objectiu de reconèixer el talent emergent.

## Obra publicada
Publicà diversos llibres i articles, entre els quals cal destacar:
- El federalismo pluralista. Del federalismo nacional al federalismo plurinacional. Paidós, Barcelona, 2002.
- Nacionalisme i partits nacionals a Catalunya, editorial Empúries, Barcelona, 1998.
- «El pujolisme i la ideologia nacionalista de CDC» a J.B. Culla (ed.), El Pal de paller. CDC (1974-2000), Pòrtic, 2001.
- «La llengua catalana i la reforma dels Estatuts». Revista de Llengua i Dret, núm. 47, 2007.
- «Una lectura republicana i federal de l'autodeterminació» Revista d'Estudis Autonòmics i Federals, núm. 5, 2007.
- «Dimensiones del nacionalismo» a Fernando Quesada (ed.), Ciudad y ciudadanía, editorial Trotta, 2008.

També és editor i coautor de:
- Manual de Ciencia Política, editorial Tecnos, Madrid, 1996; primera edició en català, 1998; tercera edició en castellà, 2006.
- Pensamiento político en la España contemporánea (1800-1950), editorial Teide, Barcelona, 1992.
- Sistema Polític de Catalunya, Tecnos- Edicions UB-Publicacions UAB, 1998.
- Federalisme, Catalanisme, Europeisme: corrents de pensament i pràctica política, Fundació Carles Pi i Sunyer, Barcelona, 2003.